# Johnson Parker-Smith
Johnson Parker-Smith (ur. 14 stycznia 1882 w Chelford, zm. 13 lipca 1926 w Marple) – brytyjski zawodnik lacrosse.
Był synem bogatego handlarza wełną z Lancashire. Z zawodu był biegłym rewidentem księgowym.
Na igrzyskach olimpijskich w 1908 w Londynie wraz z kolegami zdobył srebrny medal.